# بيورنستال

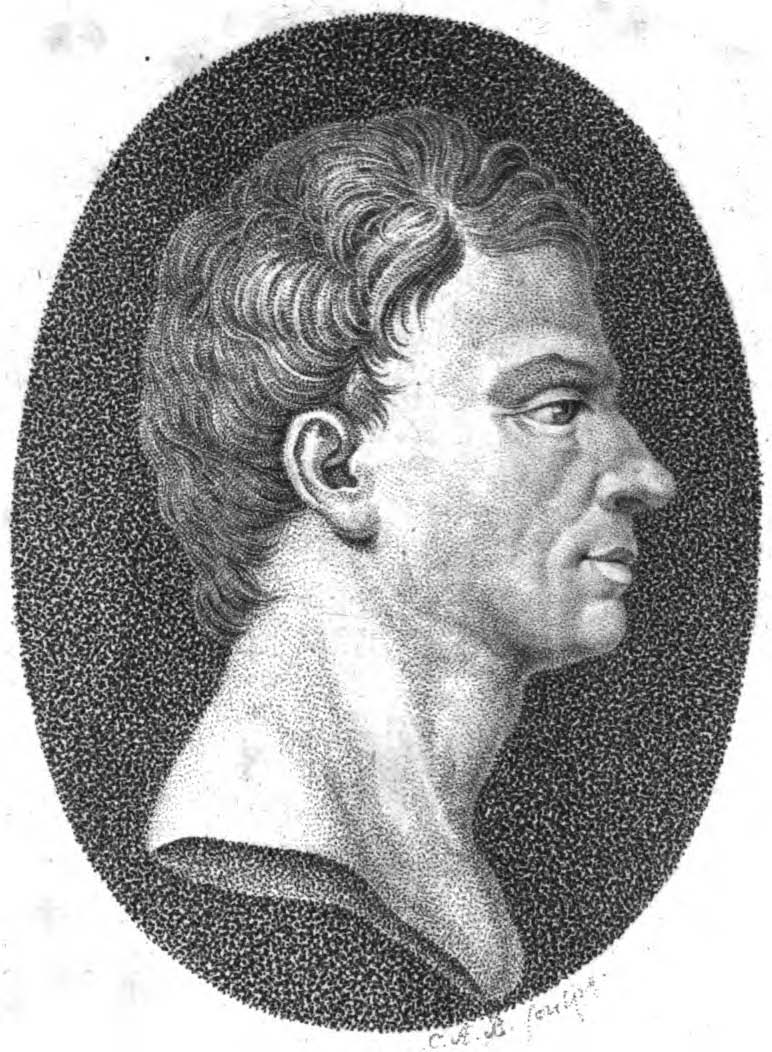
بيورنستال; Kupferstich von 1806

ج. ج. بيورنستال (بالسويدية: Jakob Jonas Björnståhl)‏ (1731 - 1779 م) هو مستشرق، من أهل السويد.
درس العربية في جامعة أوبسالة، ثم رحل في عدة دول منها فرنسة وإيطالية وسويسرة وألمانية وإنكلترا وهولندة وتركية. سمى أستاذا في جامعة لوند.
له كتاب في عشر كلمات الله، مع حواش استخرجها من العربية.